# Конкордат 1925 з Польщею
Конкордат 1925 року — угода між урядом Польської Республіки й Апостольським Престолом 1925 року, якою було врегульоване державно-правове становище Римо-Католицької та Греко-Католицької церков Польщі, зокрема, на анексованих етнічних українських землях Холмщини та Підляшшя.

## Загальні відомості
Був підписаний 10 лютого 1925 і затверджений законом від 25 квітня, ратифікований шляхом обміну документами 2 червня 1925 того ж року за  підписом апостольського нунція в Польщі Лоренцо Лаурі та  представників уряду ПР. Набув чинності 3 серпня 1925.
У Конкордаті не було (на відміну від більшості угод Апостольського Престолу з іншими державами) пункту, згідно з яким повноваження Католицької Церкви не можуть суперечити праву відповідної держави. Католицьке духовенство отримало повну й нічим не обмежену свободу у спілкуванні з Апостольським Престолом. Клір також отримав особливі права при розгляді в судах кримінальних справ.
Пункт XIII Конкордату передбачав обов'язкове викладання релігії в початкових і середніх школах. Держава відмовлялася від оподаткування приміщень, які використовуються з релігійною метою, натомість брала на себе виплату пенсій священикам — до моменту врегулювання майнових справ, пов'язаних із втратами церковної нерухомості після розділів Польщі.
У Конкордаті Ватикан де-факто визнав нові кордони Польщі — межі дієцезій мали збігатися з польськими адміністративними кордонами. Фактичне визнання польських кордонів (тобто, визнання Вільнюса за Польщею) викликало кризу в стосунках між Святим Престолом і Литовською Республікою.
Католицькі єпископи й архієпископи були зобов'язані присягнути на вірність президентові Польщі.
Конкордат з Польщею (порівняно з іншими конкордатами, укладеними в той час Ватиканом) належав до найбільш корисних для Апостольського Престолу — найменше обмежував Католицьку Церкву в її діяльності й залишав їй максимум свободи.
Внаслідок укладення конкордату митрополит Галицький (УГКЦ) Андрей Шептицький був змушений присягнути на лояльність Польській державі під час відповідних урочистостей, які почалися 8 вересня 1925 святковою літургією в катедральному костелі Варшави за участю всіх католицьких єпископів із території Польщі. 
Правознавець Степан Баран так схарактеризував роль Конкордату 1925 для УГКЦ:
Конкордат з 10. лютого 1925 р., що в б. Польщі давав широкі автономні права для Католицької Церкви, а в її рямцях і для греко-католиків, визволив тут Католицьку Церкву з-під велитенської супрематії польської державної влади. Якщо б не конкордат — положення греко-катол. Церкви в Галичині, з національного боку у повних сто відсотках української — за останніх 15 років було б значно гірше і б. Польща була б і в церковній ділянці, такій важній для нашого національного життя, завдала нам дуже і дуже болючі удари. Одначе тут руки польської влади були таки за короткі.

## Додатковий договір до Конкордату
Додатковий договір до Конкордату 1925 року був укладений 20 червня 1938. Відповідно до нього, Ватикан за 2,5 млн злотих відмовився від своїх прав на церковні землі, церкви та каплиці, захоплені свого часу Росією, які перед скасуванням унії були власністю ГКЦ. Зокрема, йшлося про передачу державі 2800 га української церковної землі. Додатковий договір підписали нунцій Філіппо Кортезі та міністр закордонних справ Польщі Ю.Бек. 
Під час обговорення угоди на засіданні сойму протест проти укладення такої угоди висловили тільки українські посли — греко-католики та православні. Договір було ратифіковано голосами польської більшості. Проти додаткового договору виступали, зокрема, Степан Скрипник, д-р Остап Луцький, д-р Степан Баран.
Деякі священики, зокрема, із Сарн, були змушені переховуватись від переслідувань.
Понад 100 православних церков Холмщини та Підляшшя (зокрема, у Щебрешині (1184 року), кафедральна у Білій Підляській (1582), Замості (1589)) були зруйновані влітку (червень-липень) 1938 року тодішньою польською владою після набуття чинності договору 1938 року до конкордату 1925 року.